# Filiaș, Harghita
Filiaș (în maghiară Fiatfalva) este o localitate componentă a orașului Cristuru Secuiesc din județul Harghita, Transilvania, România.

## Poziționare
Aproximativ 1km de centrul orasului Cristuru Secuiesc, pe malul stâng al râului Târnava Mare.

## Istoric
Așezare rurală daco-romană. Descoperiri: groapă în care s-au găsit fragmente ceramice dacice și romane.

## Vezi și
- Biserica unitariană și reformată din Filiaș
- Conacul Ugron din Cristuru Secuiesc

## Imagini

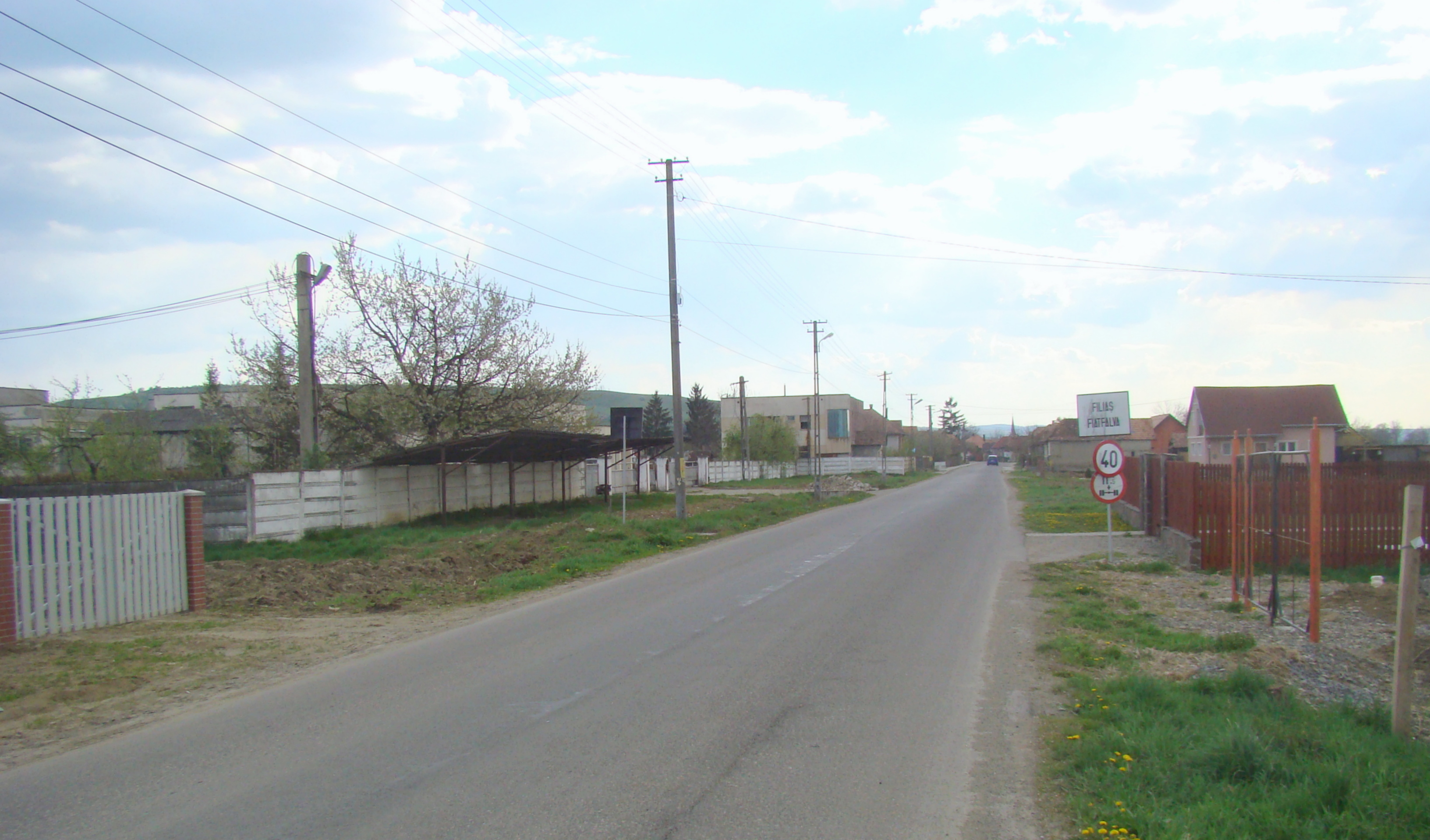
Intrarea în localitate
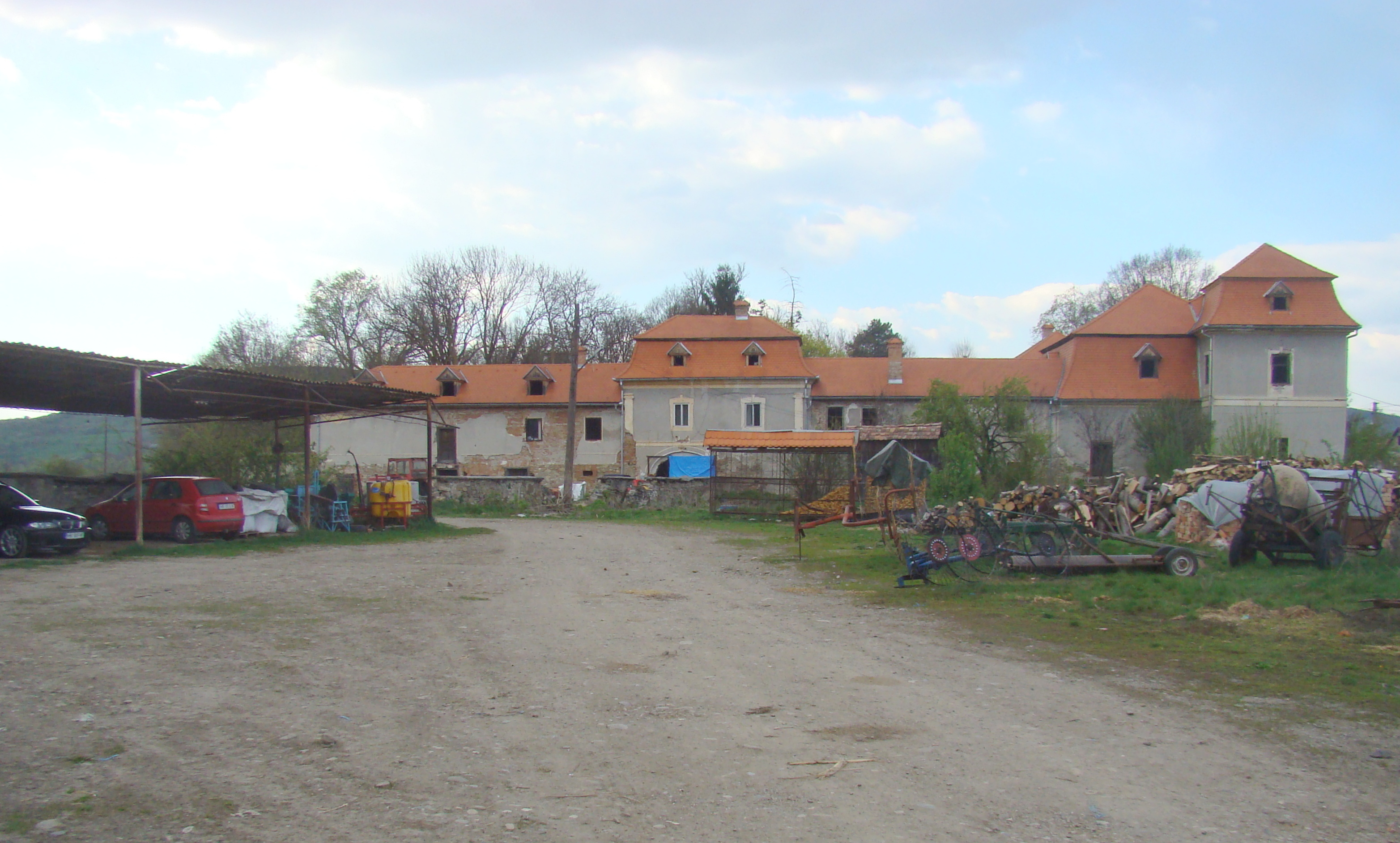
Conacul Ugron (monument istoric)
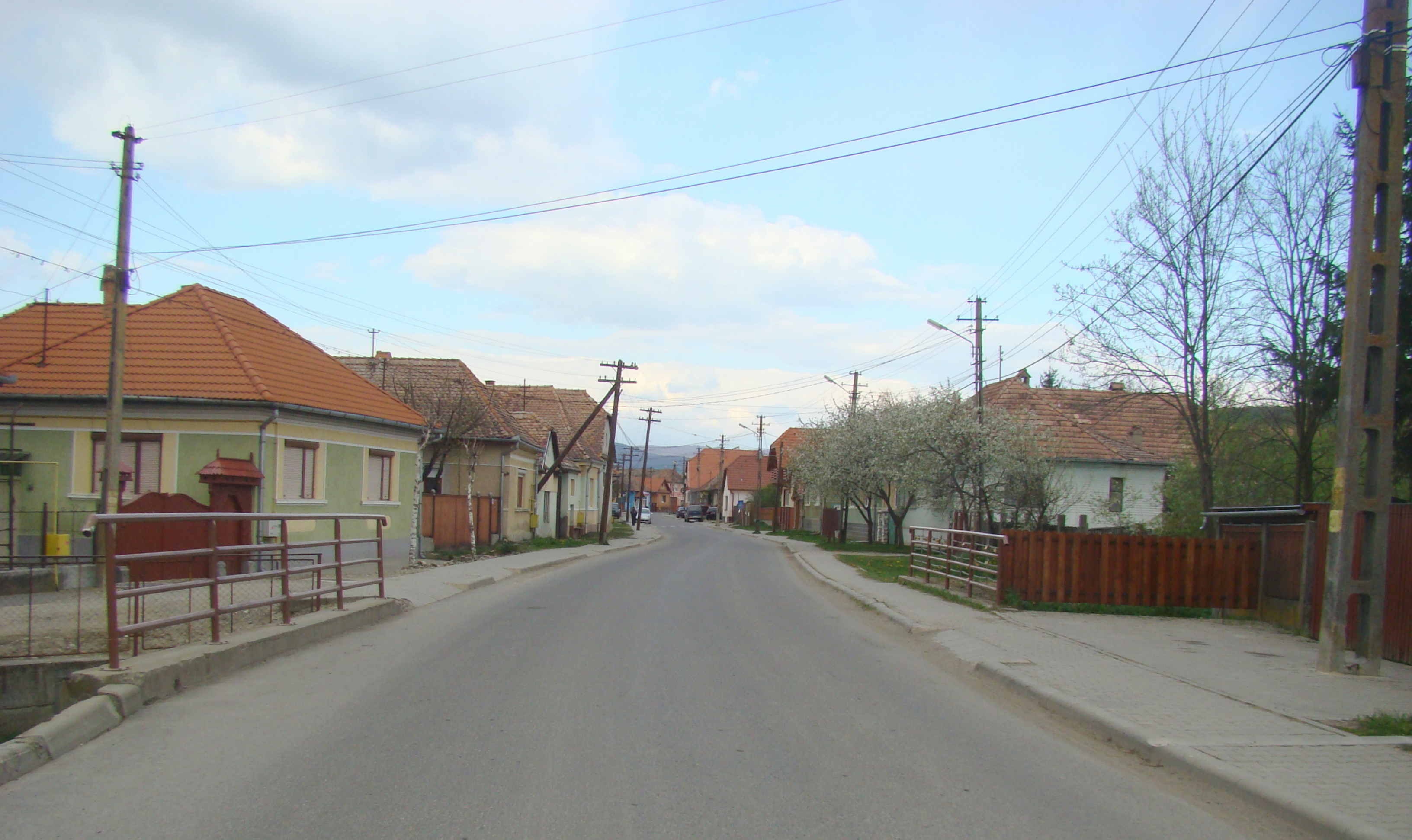
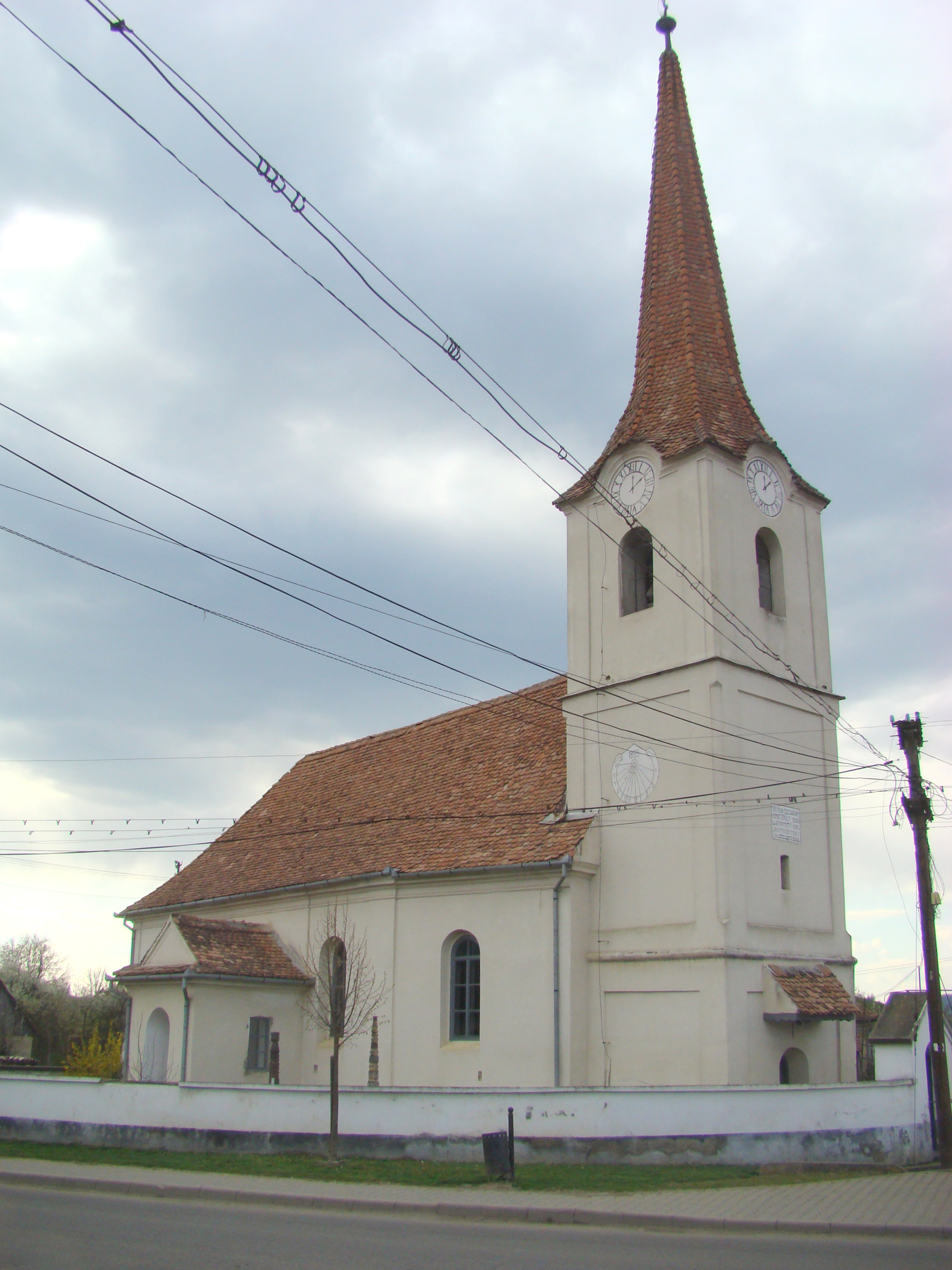
Biserica unitariană și reformată (monument istoric)

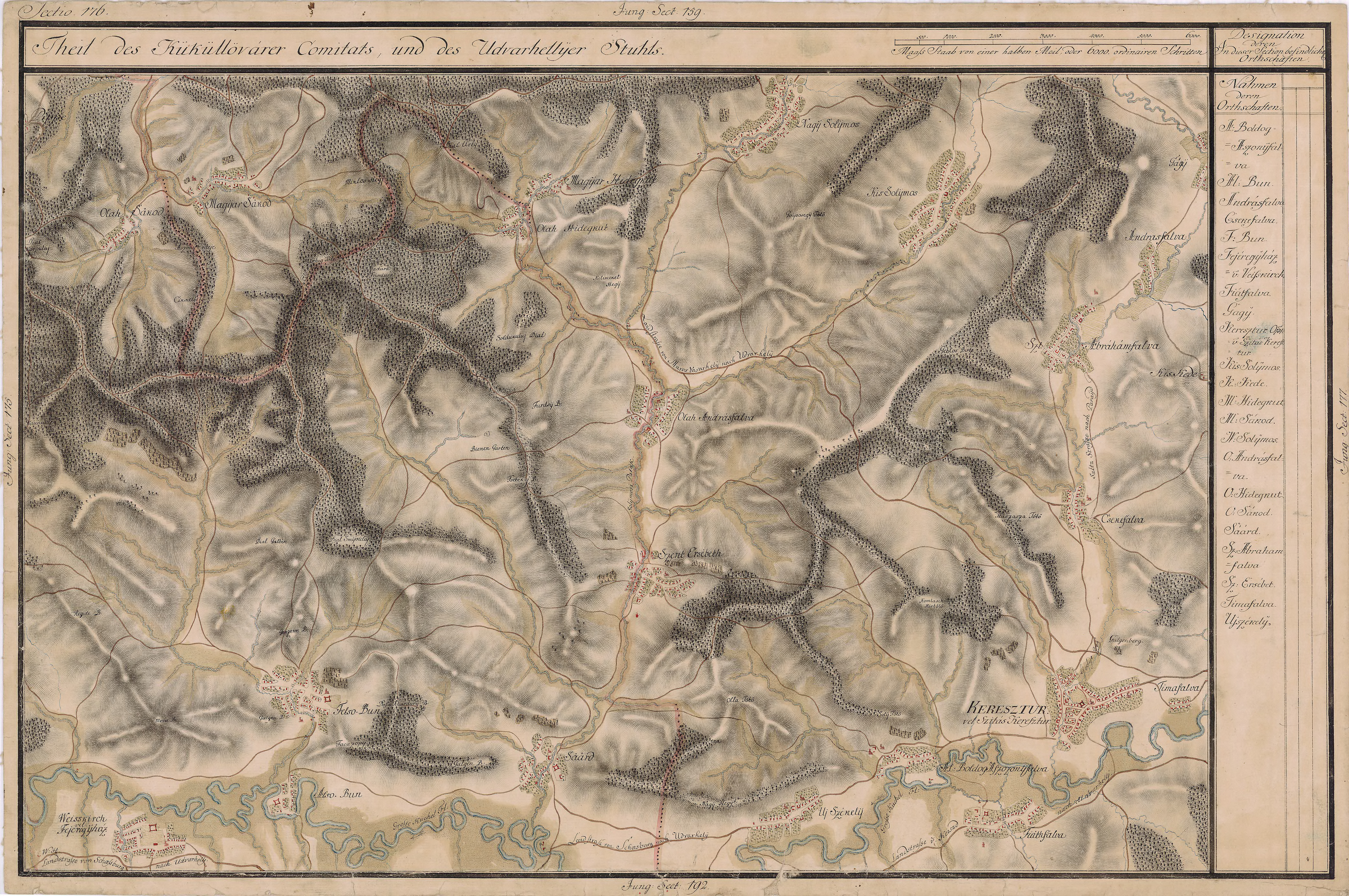
Filiaș în Harta Iosefină a Transilvaniei, 1769-73